# S&W Bodyguard

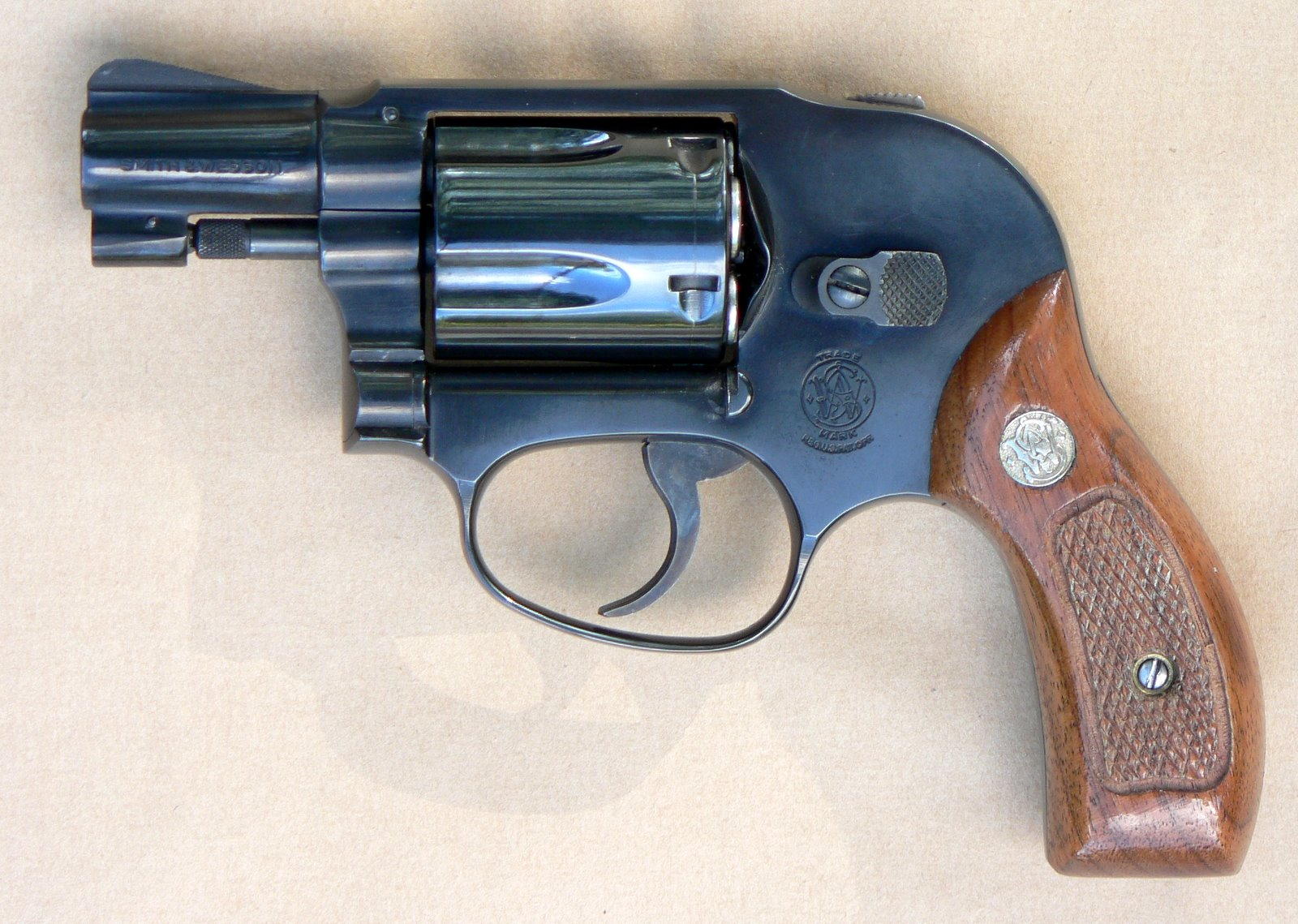
Le S&W Bodyguard

Dérivé du Chiefs Special, le Smith & Wesson Bodyguard est construit sur la petite carcasse J et tire en double action . Sous le nom de Bodyguard ont été vendus des modèles avec carcasse en acier au carbone (S&W Modèle 49), en alliage léger (S&W Modèle 38) ou en acier inoxydable (S&W Modèle 638 et S&W Modèle 649).  Dans les années 2010 est apparu une évolution à carcasse polymère sous la forme du Smith & Wesson  Bodyguard .38. Il a aussi inspiré le Taurus Protector.

## Diffusion
Compact, léger et n'accrochant pas les vêtements de son possesseur (grâce à son chien caréné), il est souvent porté à la cheville par les policiers, les officiers de police ou les gardes du corps. Ce fut ainsi l'arme de Nguyễn Ngọc Loan, chef de la police de Saïgon, lors de l'exécution du capitaine Việt Cộng, Nguyễn Văn Lém (Offensive du Têt, 1968) mais aussi de Clyde Tolson, N°2 du FBI sous l'ère de J. Edgar Hoover. L'apparition des Glock 26/Glock 27 et autres Kahr K9 en limitent les ventes depuis la fin des années 1990.

## Apparitions dans la fiction
Dans  le film Peur sur la ville (1975) le Bodyguard est l'arme de service du commissaire Letellier (Jean-Paul Belmondo) lorsqu'il est affecté à la brigade criminelle. On voit bien l'arme lors de l'interrogatoire dans le bar et lors de la poursuite sur les toits de Paris. De même, le Détective Ricardo Tubbs  (Philip Michael Thomas) est armé d'un S&W Model 49 dans la série télévisée Deux flics à Miami. C'est également l'arme Guido Mista, personnage de la partie 5 du manga Jojo's Bizarre Adventure. Enfin, il est utilisé par Anya (Françoise Dorléac) dans le film d'espionnage anglais  Un cerveau d'un milliard de dollars.

## Données numériques

### Modèle 38/638
- Munition : .38 Special
- Longueur x hauteur : 16x11 cm
- Canon : 5 cm
- Masse du revolver vide : 567 g
- Barillet : 5 cartouches

### Modèle 49/649
- Munition : .38 Special
- Carcasse : alliage ou acier
- Longueur x hauteur : 16x11 cm
- Canon : 5 cm
- Masse du revolver vide : 397 g
- Barillet : 5 cartouches

## Sources
- L. Sérandour, Les Armes de poing modernes, Balland, 1970
- R. Caranta, L'Aristocratie du Pistolet, Crépin-Leblond, 1997
- R. Caranta, Les Armes de votre Défense, Balland, 1977
- J. Huon, Encyclopédie de l'Armement mondial, tome 3, Grancher 2012.